# Elisabeth Moore
Elisabeth 'Bessie' Holmes Moore (Brooklyn, 5 de março de 1876 - Starke, 22 de Janeiro de 1959) foi uma tenista estadunidense.

## Grand Slam finais

### Simples: 4 títulos, 5 vices
| Resultado | Ano  | Campeonato                  | Oponente          | Placar                  |
| --------- | ---- | --------------------------- | ----------------- | ----------------------- |
| Vice      | 1892 | U.S. National Championships | Mabel Cahill      | 7–5, 3–6, 4–6, 6–4, 2–6 |
| Campeã    | 1896 | U.S. National Championships | Juliette Atkinson | 6–4, 4–6, 6–2, 6–2      |
| Vice      | 1897 | U.S. National Championships | Juliette Atkinson | 3–6, 3–6, 6–4, 6–3, 3–6 |
| Campeã    | 1901 | U.S. National Championships | Myrtle McAteer    | 6–4, 3–6, 7–5, 2–6, 6–2 |
| Vice      | 1902 | U.S. National Championships | Marion Jones      | 1–6, 0–1 ret.           |
| Campeã    | 1903 | U.S. National Championships | Marion Jones      | 7–5, 8–6                |
| Vice      | 1904 | U.S. National Championships | May Sutton Bundy  | 1–6, 2–6                |
| Campeã    | 1905 | U.S. National Championships | May Sutton Bundy  | -                       |
| Vice      | 1906 | U.S. National Championships | Helen Homans      | -                       |